# あざみ野駅

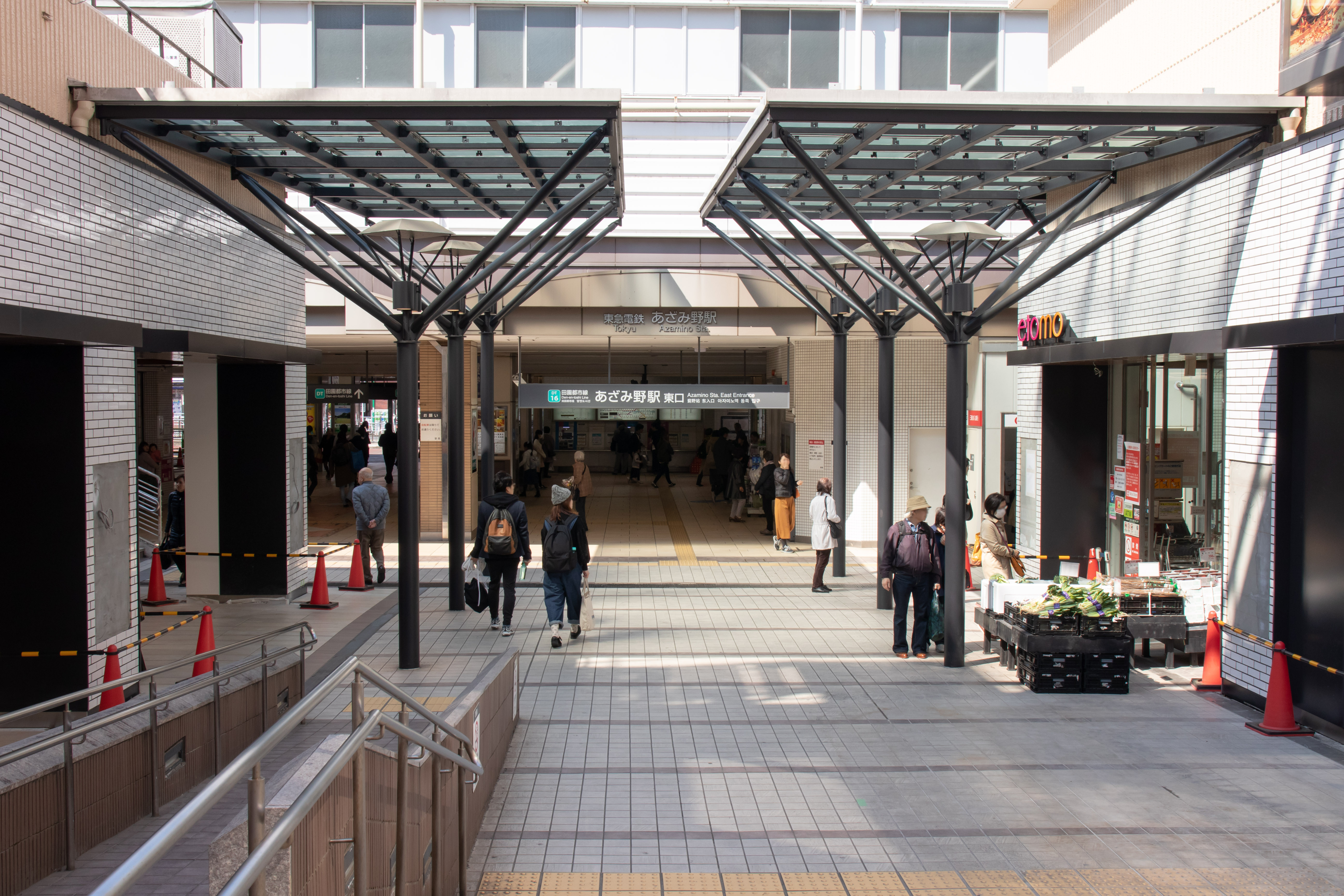
東急あざみ野駅東口
（2019年3月）

あざみ野駅（あざみのえき）は、神奈川県横浜市青葉区あざみ野二丁目にある、東急電鉄・横浜市交通局（横浜市営地下鉄）の駅である。

## 概要
横浜市の北部、青葉区の東部に位置する。周辺は標高50～60mの丘陵地で、駅の東側約1kmの所には東名高速道路・国道246号がある。東京方面・横浜市中心部へのアクセスが良く、ベッドタウンとしても人気が高い地域であることから、住宅地として造成・開発が急激に進んでいる。

## 乗り入れ路線
東急電鉄の田園都市線と、横浜市営地下鉄のブルーラインが乗り入れ、接続駅となっている。ただし「ブルーライン」は営業上の路線呼称であり、正式路線名は当駅から関内駅まで「3号線」である。
- 東急電鉄
  -  田園都市線 - 駅番号「DT16」
- 横浜市交通局（横浜市営地下鉄）
  -  ブルーライン（3号線） - 駅番号「B32」

## 歴史
- 1977年（昭和52年）5月25日 - 東急の駅が開業[2]。開業当初は各停のみ停車だった。
- 1993年（平成5年）3月18日 - 横浜市営地下鉄3号線（ブルーライン）が新横浜駅から延伸、乗換駅となる[2][3]。
- 2002年（平成14年）3月28日 - 東急田園都市線の急行停車駅となる[4]。
- 2006年（平成18年） - 西口ロータリー改良工事が施行・完成。
  - 3月末 - 交差点の改良（横断歩道の位置変更、歩行者横断専用時間の設定）が完成。
  - 7月末 - 一般車・タクシー・バスの各専用レーンが完成。
  - 8月 - 駅東西を結ぶ道路に右折レーンを設置。
- 2008年（平成20年）7月末 - 西口駅前広場上屋拡張が完成。
- 2012年（平成24年）5月末 - docomo Wi-Fiによる、公衆無線LANサービス開始。
- 2015年（平成27年）7月18日 - 横浜市営地下鉄のダイヤ改正により運行を開始した快速の停車駅に設定される。
- 2018年（平成30年）9月9日 - 田園都市線のホームでホームドアの使用開始。
- 2019年（平成31年）3月28日 - エトモあざみ野がオープン。
- 2030年（令和12年）- 横浜市営地下鉄が 新百合ヶ丘への延伸のため、途中駅となる予定[5]。

## 駅構造

### 東急電鉄
相対式ホーム2面2線を有する高架駅。改札口は1階にあり、ホームは2階にある。
2018年9月9日にホームドアの使用を開始した。
非常用設備として折り返し設備（渡り線）を江田駅側に有する（2003年7月新設）が、通常は使用されない。主にあざみ野 - 長津田間で事故等が発生した際に使用されているほか、夜間に藤が丘駅の上り線で一泊した車両が当駅まで回送され、折り返し長津田方面へ回送される運用がある。また、以前臨時で設定されていた当駅始発列車は江田駅の待避線で留置していた。
これにより、東急・東京メトロ・東武の各車両にはあざみ野行きの行先設定がある。
田園都市線の急行運転開始当初は通過駅であったが、横浜市営地下鉄の接続駅となり乗降人数が増え、市民および横浜市からの強い要請もあり、2002年3月28日のダイヤ改正時に急行停車駅となった。
駅長所在駅。あざみ野管内として当駅 - 青葉台間を管理している。

#### のりば
| 番線 | 路線       | 方向 | 行先                                     |
| ---- | ---------- | ---- | ---------------------------------------- |
| 1    | 田園都市線 | 下り | 長津田・中央林間方面                     |
| 2    | 田園都市線 | 上り | 渋谷・押上〈スカイツリー前〉・春日部方面 |

#### 駅構内設備
有人の定期券売り場は1階にあり、東急バスの定期券も併売される。
待合室はない。上りホームに売店があり、下りホームには鶏惣菜専門店「はまけい」がある。改札内には東急グルメフロント運営の蕎麦屋「しぶそば」がある。
改札外駅構内にはあざみ野駅内郵便局、横浜市市民局あざみ野駅行政サービスコーナーがある。2004年11月20日にはランキンランキン、カフェ、惣菜屋、テコプラザ、青葉区役所出張所などの8店舗の小型商業施設も開業した。
トイレは改札内1階と小型商業施設の奥にある。

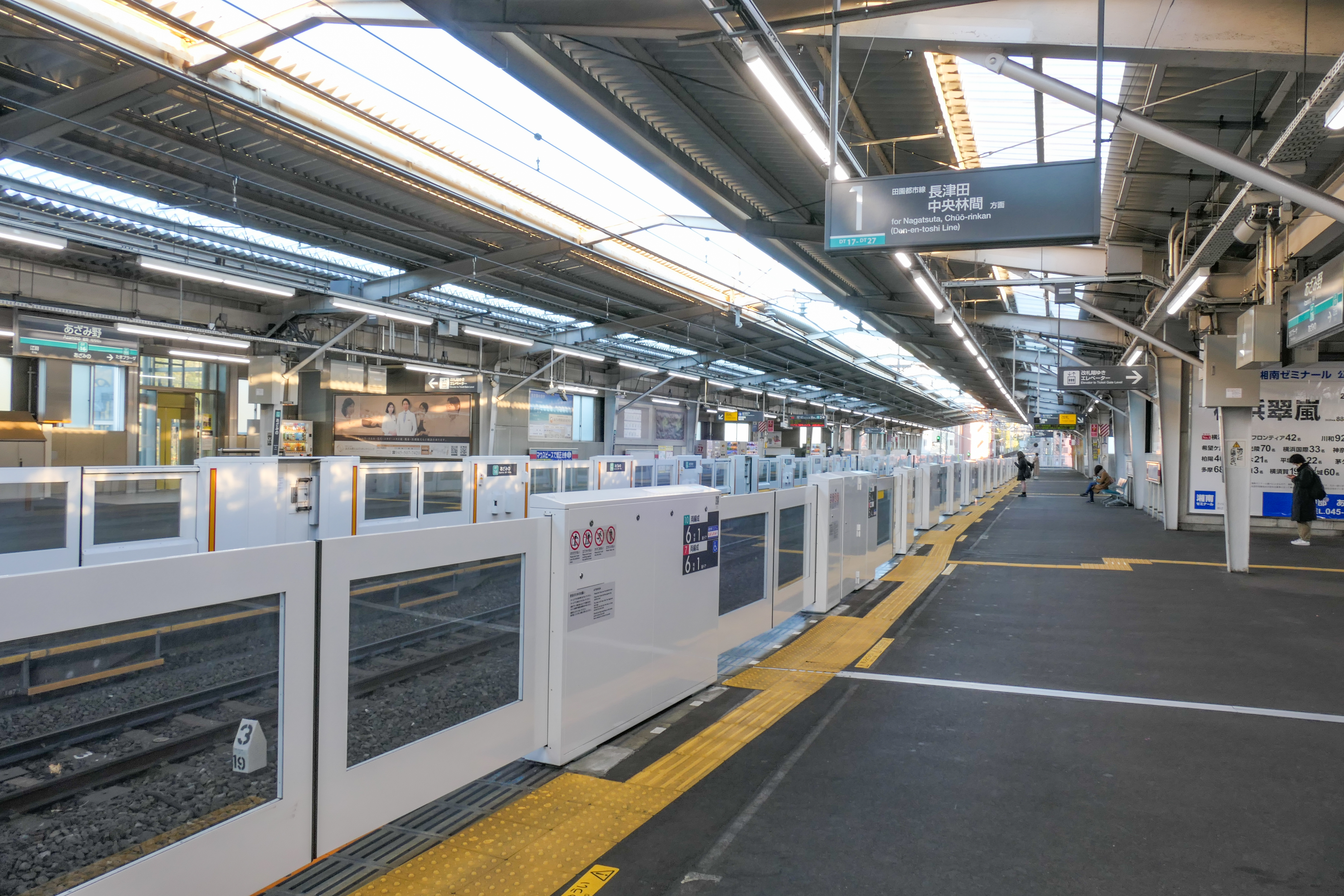
ホーム（2021年12月）

### 横浜市営地下鉄
島式ホーム1面2線を有する地下駅である。改札口は地下1階にあり、北進を予定している影響もあるためかホームの位置は深めで地下3階にある。
2007年4月7日にホームドアの使用を開始した。
駅長所在駅。あざみ野管区駅として当駅 - 仲町台間を管理している。
駅のデザインは、できるだけ明るく安堵感が持てるように壁は淡いピンク色で、壁面の威圧感を減少させるために表面に陰影の出る二丁掛山型タイル堅張りを使用した。ホームはコンコースと同系色を採用したが、開放感を持たせるために壁にはフッ素樹脂塗装の鋼板を、天井にはアルミスパンドレルを使用することで平滑な仕上げ面にしている。

#### のりば
| 番線 | 路線         | 行先       |
| ---- | ------------ | ---------- |
| 1・2 | ブルーライン | 湘南台方面 |

- 上表の路線名は旅客案内上の名称（愛称）で記載している。

#### 駅構内設備
バス定期券売り場は2008年4月19日をもって営業を終了した。同所での地下鉄定期券の販売は2007年夏で終了した。待合室はない。トイレは地下1階にある。
改札外駅構内にコンビニエンスストア、売店、上島珈琲店、赤ちゃん休憩室（授乳室）がある。

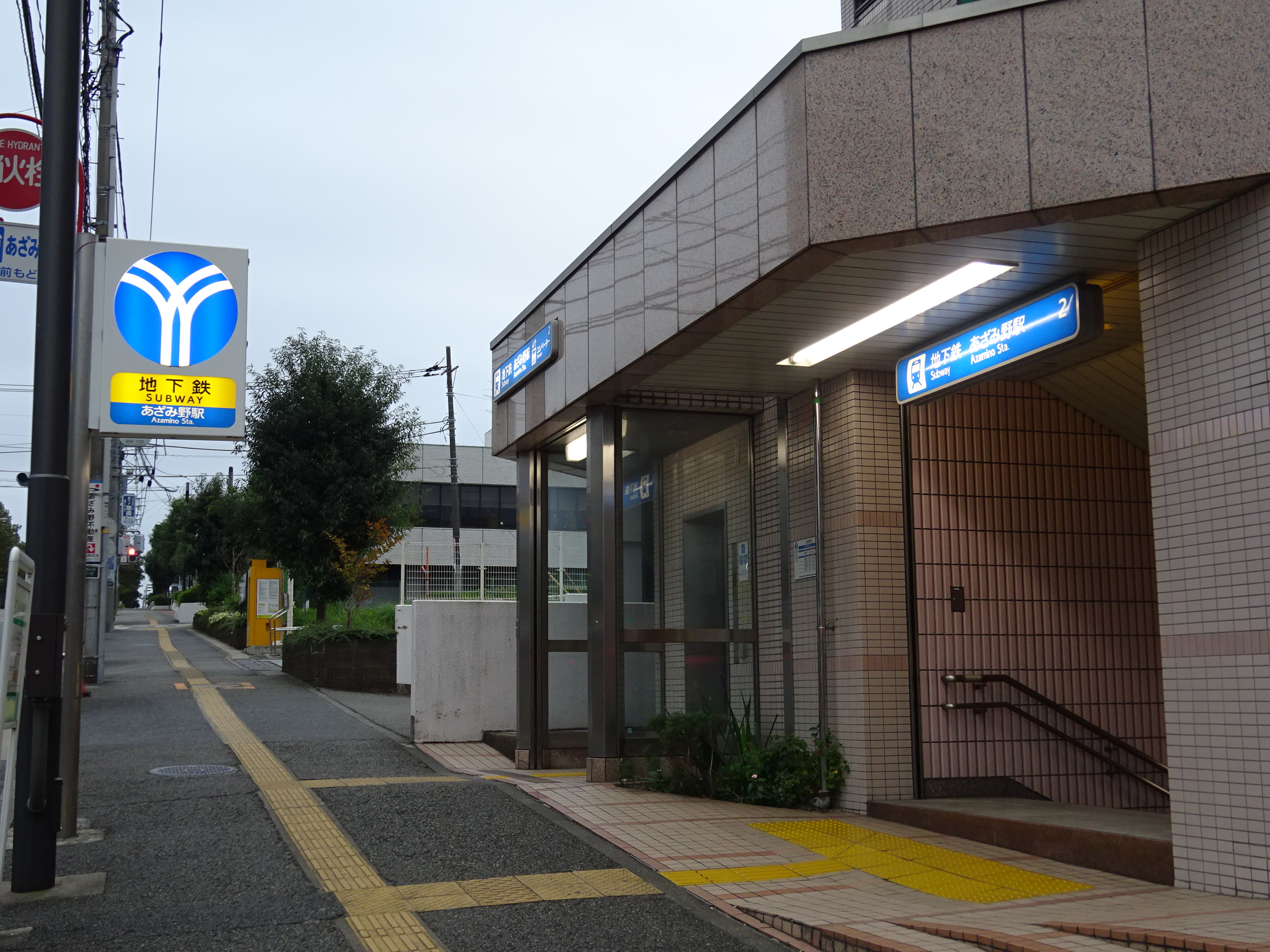
2番出入口（2016年10月）
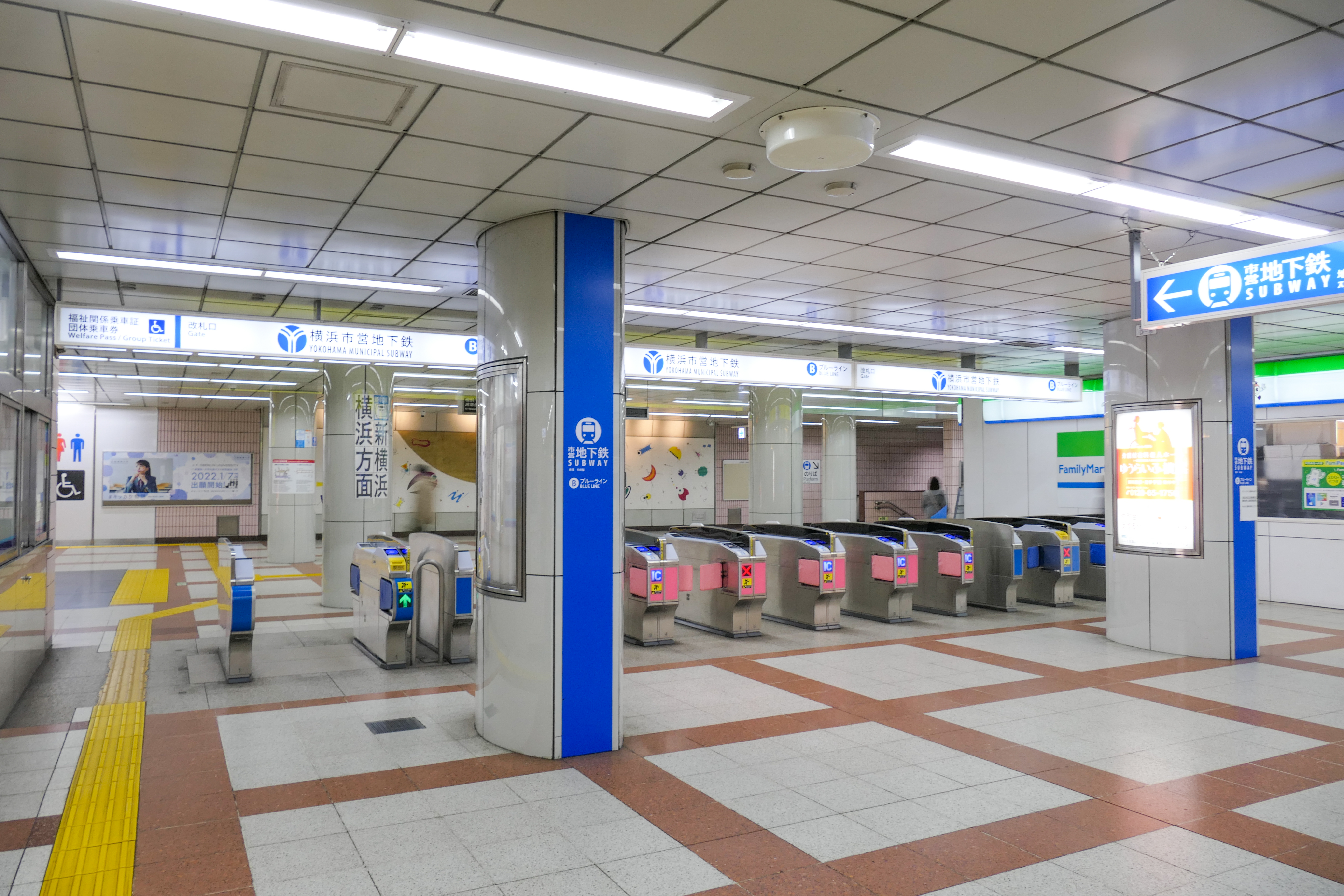
改札口（2021年12月）
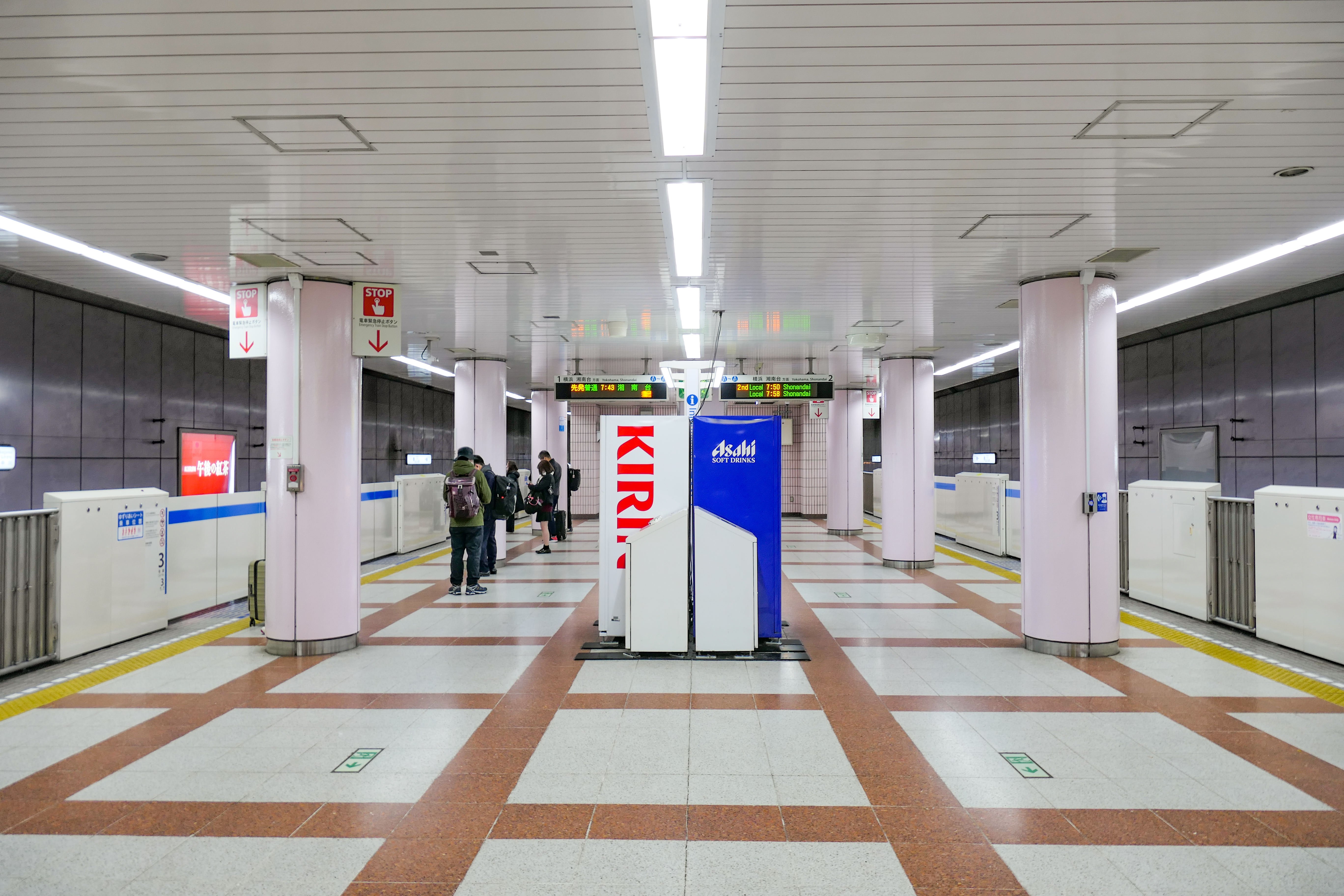
ホーム（2021年12月）
改札口内に設置されたパブリックアート 高部多恵子「こどもたち未来へ」（1993年3月制作）

## 利用状況
- 東急電鉄 - 2024年度の1日平均乗降人員は118,219人である[東急 1]。　
田園都市線内の駅では三軒茶屋駅に次ぐ第4位。
- 横浜市営地下鉄 - 2023年度の1日平均乗降人員は72,564人（乗車人員：36,665人、降車人員：35,899人）である[乗降データ 1]。
同局の駅では日吉駅に次ぐ第6位。

### 年度別1日平均乗降人員
東急・市営地下鉄ともにグリーンラインが開通した2008度直後には利用者数が減少したものの、近年は横ばいである。近年の1日平均乗降人員推移は下記の通り。
| 年度               | 東急電鉄         | 東急電鉄 | 横浜市営地下鉄   | 横浜市営地下鉄 |
| 年度               | 1日平均 乗降人員 | 増加率   | 1日平均 乗降人員 | 増加率         |
| ------------------ | ---------------- | -------- | ---------------- | -------------- |
| 1999年（平成11年） |                  |          | 66,859           |                |
| 2000年（平成12年） |                  |          | 70,999           | 6.2%           |
| 2001年（平成13年） |                  |          | 72,797           | 2.5%           |
| 2002年（平成14年） | 107,606          |          | 74,219           | 2.0%           |
| 2003年（平成15年） | 114,137          | 6.1%     | 76,254           | 2.7%           |
| 2004年（平成16年） | 119,584          | 4.8%     | 78,860           | 3.4%           |
| 2005年（平成17年） | 125,464          | 4.9%     | 81,992           | 4.0%           |
| 2006年（平成18年） | 131,186          | 4.6%     | 85,147           | 3.8%           |
| 2007年（平成19年） | 137,021          | 4.4%     | 91,621           | 7.6%           |
| 2008年（平成20年） | 130,785          | −4.6%    | 78,746           | −14.1%         |
| 2009年（平成21年） | 129,691          | −0.8%    | 77,384           | −1.7%          |
| 2010年（平成22年） | 129,393          | −0.2%    | 77,158           | −0.3%          |
| 2011年（平成23年） | 128,986          | −0.3%    | 76,487           | −0.9%          |
| 2012年（平成24年） | 131,497          | 1.9%     | 76,487           | 2.5%           |
| 2013年（平成25年） | 134,569          | 2.3%     | 80,213           | 2.3%           |
| 2014年（平成26年） | 133,283          | −1.0%    | 79,061           | −1.4%          |
| 2015年（平成27年） | 134,691          | 1.1%     | 80,176           | 1.4%           |
| 2016年（平成28年） | 135,448          | 0.6%     | 80,749           | 0.7%           |
| 2017年（平成29年） | 136,448          | 0.7%     | 80,153           | −0.7%          |
| 2018年（平成30年） | 136,656          | 0.2%     | 80,604           | 0.6%           |
| 2019年（令和元年） | 136,108          | −0.4%    | 80,055           | −0.7%          |
| 2020年（令和02年） | 93,624           | −31.2%   | 56,266           | −29.7%         |
| 2021年（令和03年） | 103,563          | 10.6%    | 62,908           | 11.8%          |
| 2022年（令和04年） | 112,664          | 8.8%     | 69,080           | 9.8%           |
| 2023年（令和05年） | 116,404          | 3.3%     | 72,564           | 5.0%           |
| 2024年（令和06年） | 118,219          | 1.6%     |                  |                |

### 年度別1日平均乗車人員（1980年 - 2000年）
近年の1日平均乗車人員推移は下記の通り。
| 年度               | 東急電鉄 | 横浜市営 地下鉄 | 出典               |
| ------------------ | -------- | --------------- | ------------------ |
| 1980年（昭和55年） | 9,688    | 未開業          |                    |
| 1981年（昭和56年） | 11,447   | 未開業          |                    |
| 1982年（昭和57年） | 13,142   | 未開業          |                    |
| 1983年（昭和58年） | 14,407   | 未開業          |                    |
| 1984年（昭和59年） | 15,367   | 未開業          |                    |
| 1985年（昭和60年） | 16,351   | 未開業          |                    |
| 1986年（昭和61年） | 17,047   | 未開業          |                    |
| 1987年（昭和62年） | 17,680   | 未開業          |                    |
| 1988年（昭和63年） | 18,967   | 未開業          |                    |
| 1989年（平成元年） | 19,874   | 未開業          |                    |
| 1990年（平成02年） | 21,529   | 未開業          |                    |
| 1991年（平成03年） | 22,653   | 未開業          |                    |
| 1992年（平成04年） | 23,457   | 31,981          |                    |
| 1993年（平成05年） | 35,467   | 19,340          |                    |
| 1994年（平成06年） | 39,345   | 22,979          |                    |
| 1995年（平成07年） | 41,450   | 25,337          | [ 乗降データ 3 ]   |
| 1996年（平成08年） | 42,920   | 27,110          |                    |
| 1997年（平成09年） | 44,376   | 29,598          |                    |
| 1998年（平成10年） | 46,639   | 32,362          | [ 神奈川県統計 1 ] |
| 1999年（平成11年） | 48,341   | 33,714          | [ 神奈川県統計 2 ] |
| 2000年（平成12年） | 50,483   | 35,842          | [ 神奈川県統計 2 ] |

### 年度別1日平均乗車人員（2001年以降）
近年の1日平均乗車人員推移は下記の通り。
| 年度               | 東急電鉄 | 横浜市営地下鉄 | 出典                |
| ------------------ | -------- | -------------- | ------------------- |
| 2001年（平成13年） | 51,702   | 35,855         | [ 神奈川県統計 3 ]  |
| 2002年（平成14年） | 54,690   | 36,803         | [ 神奈川県統計 4 ]  |
| 2003年（平成15年） | 57,702   | 37,542         | [ 神奈川県統計 5 ]  |
| 2004年（平成16年） | 59,975   | 38,668         | [ 神奈川県統計 6 ]  |
| 2005年（平成17年） | 62,958   | 39,926         | [ 神奈川県統計 7 ]  |
| 2006年（平成18年） | 65,788   | 41,570         | [ 神奈川県統計 8 ]  |
| 2007年（平成19年） | 68,765   | 46,055         | [ 神奈川県統計 9 ]  |
| 2008年（平成20年） | 66,017   | 39,680         | [ 神奈川県統計 10 ] |
| 2009年（平成21年） | 64,891   | 39,020         | [ 神奈川県統計 11 ] |
| 2010年（平成22年） | 64,755   | 38,897         | [ 神奈川県統計 12 ] |
| 2011年（平成23年） | 64,610   | 38,548         | [ 神奈川県統計 13 ] |
| 2012年（平成24年） | 65,848   | 39,496         | [ 神奈川県統計 14 ] |
| 2013年（平成25年） | 67,355   | 40,424         | [ 神奈川県統計 15 ] |
| 2014年（平成26年） | 66,719   | 39,879         | [ 神奈川県統計 16 ] |
| 2015年（平成27年） | 67,590   | 40,474         | [ 神奈川県統計 17 ] |
| 2016年（平成28年） | 67,736   | 40,790         | [ 神奈川県統計 18 ] |
| 2017年（平成29年） | 68,253   | 40,459         | [ 神奈川県統計 19 ] |
| 2018年（平成30年） | 68,345   | 40,706         | [ 神奈川県統計 20 ] |
| 2019年（令和元年） | 68,009   | 40,423         | [ 神奈川県統計 21 ] |
| 2020年（令和02年） | 46,788   | 28,382         |                     |
| 2021年（令和03年） |          | 31,763         |                     |
| 2022年（令和04年） |          | 34,880         |                     |
| 2023年（令和05年） |          | 36,665         |                     |

注釈
1. ↑  1993年3月18日開業で14日間のデータ

## 駅周辺

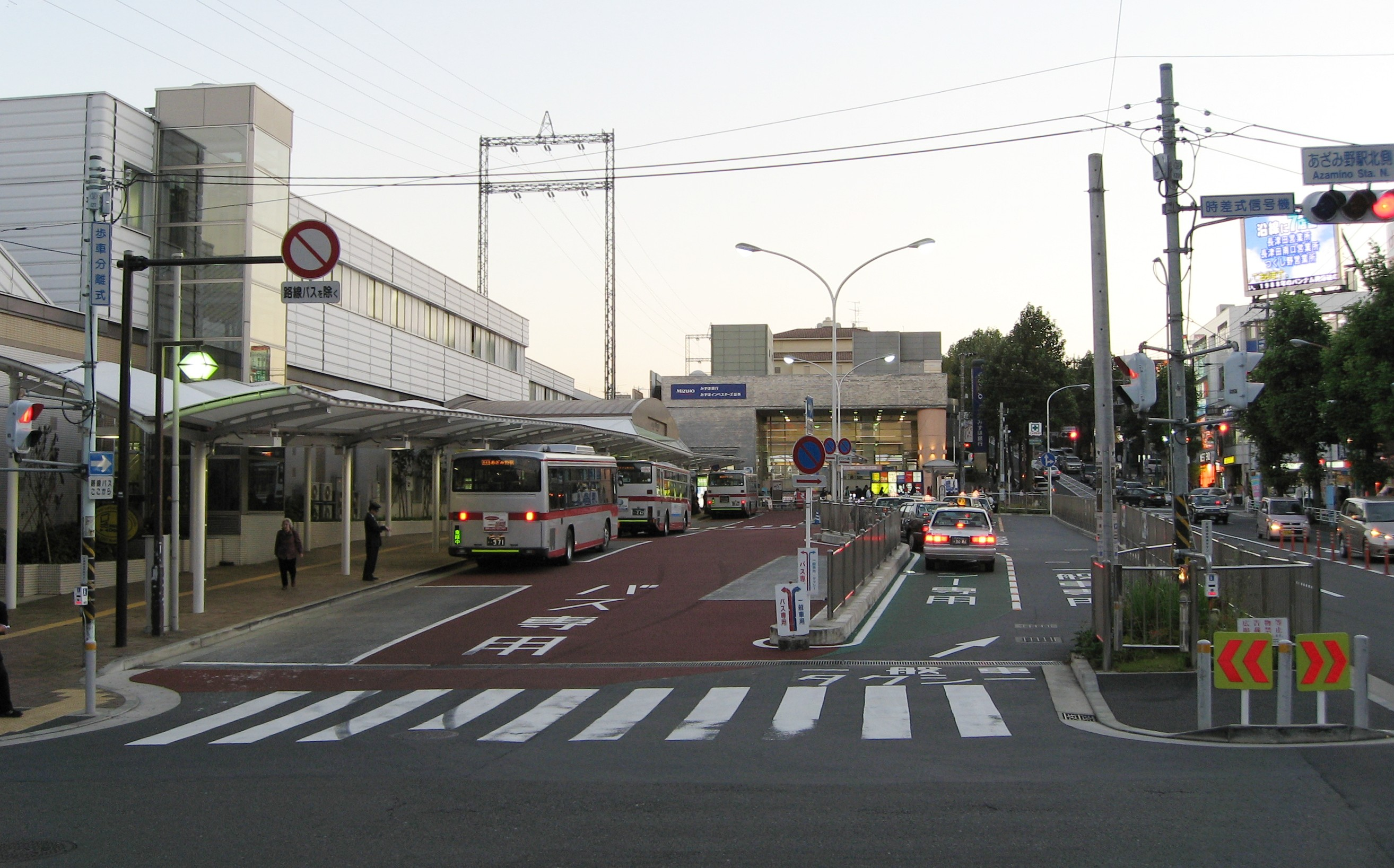
駅西口広場（2008年11月）

### 東急東口

#### 店舗など
- 東名江田バス停（約900m）
- 東急ストアあざみ野店 - 建物は東京急行電鉄所有。
- 第2小川ビル
  - オーケーあざみ野店 - 1階
  - ルームズ大正堂 あざみ野店 - 2階-4階
- 横浜銀行 あざみ野支店
- 横浜信用金庫 あざみ野支店
- アキュフェーズ 本社

### 東急西口
2006年に西口ロータリー改良工事が施工された。これにより、歩行者が駅前広場内を横断したり、交差点での自動車の渋滞、駅前広場内で一般車がバスやタクシーの走行を阻害するといった問題が解決された。また、2008年7月末には西口駅前広場上家拡張工事が完成し、雨の日にバスを待つ列に並ぶ際に傘を差す必要がなくなった。

#### 店舗など
- 青葉警察署 あざみ野駅前交番
- 横浜あざみ野郵便局
- みずほ銀行あざみ野支店
- ダイコクドラッグ
- 劇団四季あざみ野四季芸術センター - 1983年に創立30周年を記念して建設された。稽古場、倉庫がある。
- 三井住友銀行あざみ野支店

### 地下鉄出口1
- 横浜信用金庫 あざみ野支店
- 横浜銀行 あざみ野支店
- 新石川中村公園
- 向根公園

### 地下鉄出口2
- 横浜市山内地区センター
  - 横浜市山内図書館

### 地下鉄出口3
- 田園都市線あざみ野駅
- あざみ野東急ストア
- 横浜市立あざみ野中学校
- 横浜市立あざみ野第一小学校

### 地下鉄出口4
- あざみ野駅内郵便局
- みずほ銀行 あざみ野支店

## バス路線
停留所名は「あざみ野駅」で、駅西口に隣接してバスターミナルが設けられている。
| 乗場 | 系統       | 主要経由地                                  | 行先                          | 運行事業者 | 備考                                                                  |
| ---- | ---------- | ------------------------------------------- | ----------------------------- | ---------- | --------------------------------------------------------------------- |
| 1番  | 向11       | 保木入口・蔵敷・聖マリアンナ医科大学        | 向ヶ丘遊園駅                  | ■小田急    |                                                                       |
| 1番  | 出入庫路線 | 保木入口・蔵敷                              | 登戸営業所                    | ■小田急    | 平日夜2本、土曜夜5本、日曜夜3本のみ、聖マリアンナ医科大学は経由しない |
| 1番  | 専01       | 直行                                        | 専修大学9号館                 | ■小田急    | 特定日のみ運行                                                        |
| 1番  | 専02       | 保木入口・蔵敷                              | 専修大学9号館                 | ■小田急    | 特定日のみ運行、聖マリアンナ医科大学は経由しない                      |
| 1番  | 新23       | もみの木台・真福寺・山口台中央              | 新百合ヶ丘駅                  | ■小田急    |                                                                       |
| 1番  | 新23       | もみの木台                                  | 王禅寺中央中学校前            | ■小田急    |                                                                       |
| 1番  | あ24       | あざみ野団地・もみの木台                    | 虹が丘営業所                  | ■東急      |                                                                       |
| 2番  | あ71       | 大場坂上・黒須田                            | あざみ野ガーデンズ            | ■東急      |                                                                       |
| 2番  | あ72       | みすずが丘・大場坂上                        | あざみ野ガーデンズ            | ■東急      |                                                                       |
| 2番  | あ75       | 直行                                        | 多摩大学目黒セミナーハウス    | ■東急      | 学校関係者専用                                                        |
| 2番  | た51       | 元石川町・平津三叉路                        | たまプラーザ駅                | ■東急      |                                                                       |
| 2番  | た51       | 東名江田                                    | 江田駅                        | ■東急      |                                                                       |
| 2番  | た51       | 保木                                        | 虹が丘営業所                  | ■東急      |                                                                       |
| 3番  | ■急行      | もみの木台・虹が丘団地 (記載停留所のみ停車) | すすき野団地                  | ■東急      |                                                                       |
| 3番  | た26 あ27  | もみの木台・虹が丘団地                      | すすき野団地                  | ■東急      |                                                                       |
| 3番  | あ28       | あざみ野団地・もみの木台                    | 虹が丘営業所                  | ■東急      |                                                                       |
| 4番  | た26       | 新石川二丁目                                | たまプラーザ駅                | ■東急      |                                                                       |
| 4番  | あ29       | 荏子田三丁目                                | 美しが丘西 田園調布学園大学前 | ■東急      |                                                                       |
| 5番  | た63       | 元石川高校                                  | たまプラーザ駅                | ■東急      |                                                                       |

かつては西口バスターミナルから離れたところに専修大学生田キャンパスへのスクールバス乗り場があった（学生以外は乗車できない）。2024年度末をもって運行を終了し、一般不定期路線の専01・専02に代替された。

## その他

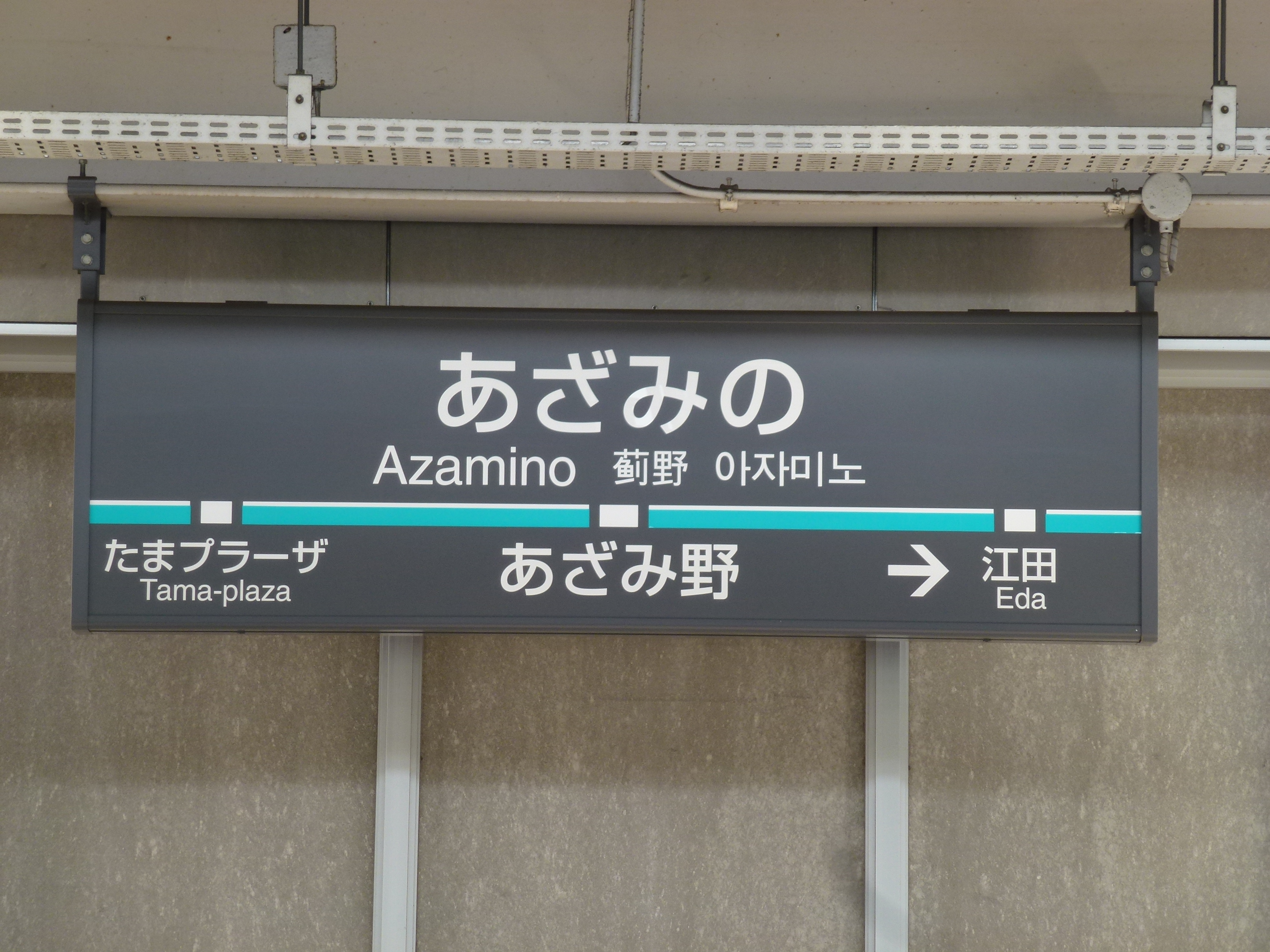
短命であった、過渡期の田園都市線緑色帯駅名標（2011年9月25日）

- 駅ナンバリングを採用した現デザインの駅名標導入までの約1年間、通常の東急共通の赤色帯ではなく、田園都市線のラインカラーである緑色の帯の駅名標になっていた。
- 田園都市線の駅開業時に制作された記念乗車券は1978年の「第1回記念きっぷ大賞」で、私鉄部門大賞を受賞した。当駅と菊名駅、桜新町駅、つくし野駅、蓮沼駅、藤が丘駅の5駅間の乗車券がセットされ、それぞれにちなむ植物が描かれていた。
- 横浜市営地下鉄ブルーラインは、当駅からすすき野を経由して新百合ヶ丘まで延伸する計画があり、2031年3月の開業を目指す[16]。
- 中国語（簡体字）での表記は「蓟野」であり、日本の字体に置き換えると高知県高知市にある四国旅客鉄道（JR四国）土讃線の「薊野（あぞうの）」駅と同じものとなっている。
- かつては横浜市営バスが乗り入れており、市が尾駅とあざみ野駅を結んでいた。詳しくは横浜市営バス緑営業所#33系統を参照。

## 隣の駅
東急電鉄
 田園都市線

■急行・■準急
たまプラーザ駅 (DT15) - あざみ野駅 (DT16) - 青葉台駅 (DT20)
■各駅停車
たまプラーザ駅 (DT15) - あざみ野駅 (DT16) - 江田駅 (DT17)
横浜市営地下鉄
 ブルーライン（3号線）
■快速・■普通（快速は新羽まで各駅に停車）
中川駅 (B31) - あざみ野駅 (B32)